# Cratoneurella uncinifolia
Cratoneurella uncinifolia là một loài rêu trong họ Brachytheciaceae. Loài này được Broth. & Paris H. Rob. mô tả khoa học đầu tiên năm 1962.